# DY Водолея
DY Водолея (лат. DY Aquarii), HD 211705 — двойная затменная переменная звезда типа Алголя (EA) в созвездии Водолея на расстоянии приблизительно 1846 световых лет (около 566 парсеков) от Солнца. Видимая звёздная величина звезды — от +10,95m до +10,23m. Орбитальный период — около 2,1597 суток.

## Характеристики
Первый компонент — белая звезда спектрального класса A0 или A1/2(III). Эффективная температура — около 7394 К.